# Henri-René Renault
Pour les articles homonymes, voir Renault.
Henri-René Renault (Beauceville, Canada, 6 juin 1891 - Lake Worth, Floride, 23 mars 1952) est un homme politique québécois. Il a été ministre dans le cabinet d'Adélard Godbout et député de la circonscription de Beauce pour le Parti libéral de 1939 à 1944.
Il était le père de 5 enfants, Paul, Jacques, Françoise, Suzanne et Marthe. 
Il était le beau-frère de Louis St-Laurent, 12e premier ministre du Canada et le gendre de Napoléon Drouin, maire de Québec de 1910 à 1916.